# Liste des champions de tennis vainqueurs en Grand Chelem en simple
Cet article liste l'ensemble des champions de tennis vainqueurs d'un tournoi du Grand Chelem en simple hommes depuis la création des quatre tournois majeurs de ce sport.
Remarques
- Wimbledon se joue depuis 1877, toujours sur herbe.
- L'US Open se joue depuis 1881, d'abord sur herbe jusqu'en 1974, puis sur terre battue (verte, Har-tru) entre 1975 et 1977, puis sur dur (Decoturf de 1978 à 2019 puis Laykold depuis 2020[1]).
- L'Open d'Australie se joue depuis 1905, d'abord sur herbe jusqu'en 1987, puis sur dur (Rebound Ace de 1988 à 2007, Plexicushion de 2008 à 2019 puis GreenSet depuis 2020[2]).
- Roland-Garros se joue depuis 1891, toujours sur terre battue. Avant 1925, le tournoi est réservé aux joueurs français ou étrangers, uniquement licenciés en France, et n'a donc pas le statut de Grand Chelem[3].
- L'ère Open commence en 1968 et en 1969 pour l'Open d'Australie.

Abréviations : O.A. (Open d'Australie), R-G. (Roland-Garros), WIM (Wimbledon), U.S.O. (U.S Open), GC (Grand Chelem).

## Vainqueurs par année
| Grand Chelem                                                                                          | 4 titres la même année                                                          | 4 titres la même année                                                          |
| Petit Chelem                                                                                          | 3 titres à la suite                                                             | 3 titres non consécutifs                                                        |
| Deux victoires la même année                                                                          | 2 titres à la suite                                                             | 2 titres non consécutifs                                                        |
| Championnat de France                                                                                 | De 1891 à 1924, le tournoi n'est pas considéré comme un tournoi du Grand Chelem | De 1891 à 1924, le tournoi n'est pas considéré comme un tournoi du Grand Chelem |
| (x/y) pour chaque joueur désigne : x : le rang chronologique ; y : le nombre total de tournois gagnés |                                                                                 |                                                                                 |

| Année | Open d'Australie                                                                    | Roland-Garros                                 | Wimbledon                                     | US Open                     | Open d'Australie (en déc. de 1977 à 1985) |
| ----- | ----------------------------------------------------------------------------------- | --------------------------------------------- | --------------------------------------------- | --------------------------- | ----------------------------------------- |
| 1877  | Débute en 1905                                                                      | Débute en 1891                                | Spencer Gore (1/1)                            | Débute en 1881              |                                           |
| 1878  | Débute en 1905                                                                      | Débute en 1891                                | Frank Hadow (1/1)                             | Débute en 1881              |                                           |
| 1879  | Débute en 1905                                                                      | Débute en 1891                                | John Hartley (1/2)                            | Débute en 1881              |                                           |
| 1880  | Débute en 1905                                                                      | Débute en 1891                                | John Hartley (2/2)                            | Débute en 1881              |                                           |
| 1881  | Débute en 1905                                                                      | Débute en 1891                                | William Renshaw (1/7)                         | Richard Sears (1/7)         |                                           |
| 1882  | Débute en 1905                                                                      | Débute en 1891                                | William Renshaw (2/7)                         | Richard Sears (2/7)         |                                           |
| 1883  | Débute en 1905                                                                      | Débute en 1891                                | William Renshaw (3/7)                         | Richard Sears (3/7)         |                                           |
| 1884  | Débute en 1905                                                                      | Débute en 1891                                | William Renshaw (4/7)                         | Richard Sears (4/7)         |                                           |
| 1885  | Débute en 1905                                                                      | Débute en 1891                                | William Renshaw (5/7)                         | Richard Sears (5/7)         |                                           |
| 1886  | Débute en 1905                                                                      | Débute en 1891                                | William Renshaw (6/7)                         | Richard Sears (6/7)         |                                           |
| 1887  | Débute en 1905                                                                      | Débute en 1891                                | Herbert Lawford (1/1)                         | Richard Sears (7/7)         |                                           |
| 1888  | Débute en 1905                                                                      | Débute en 1891                                | Ernest Renshaw (1/1)                          | Henry Slocum (1/2)          |                                           |
| 1889  | Débute en 1905                                                                      | Débute en 1891                                | William Renshaw (7/7)                         | Henry Slocum (2/2)          |                                           |
| 1890  | Débute en 1905                                                                      | Débute en 1891                                | Willoughby Hamilton (1/1)                     | Oliver Campbell (1/3)       |                                           |
| 1891  | Débute en 1905                                                                      | H. Briggs (1/1)                               | Wilfred Baddeley (1/3)                        | Oliver Campbell (2/3)       |                                           |
| 1892  | Débute en 1905                                                                      | Claude Anet (1/1)                             | Wilfred Baddeley (2/3)                        | Oliver Campbell (3/3)       |                                           |
| 1893  | Débute en 1905                                                                      | Laurent Riboulet (1/1)                        | Joshua Pim (1/2)                              | Robert Wrenn (1/4)          |                                           |
| 1894  | Débute en 1905                                                                      | André Vacherot (1/4)                          | Joshua Pim (2/2)                              | Robert Wrenn (2/4)          |                                           |
| 1895  | Débute en 1905                                                                      | André Vacherot (2/4)                          | Wilfred Baddeley (3/3)                        | Fred Hovey (1/1)            |                                           |
| 1896  | Débute en 1905                                                                      | André Vacherot (3/4)                          | Harold Mahony (1/1)                           | Robert Wrenn (3/4)          |                                           |
| 1897  | Débute en 1905                                                                      | Paul Aymé (1/4)                               | Reginald Doherty (1/4)                        | Robert Wrenn (4/4)          |                                           |
| 1898  | Débute en 1905                                                                      | Paul Aymé (2/4)                               | Reginald Doherty (2/4)                        | Malcolm Whitman (1/3)       |                                           |
| 1899  | Débute en 1905                                                                      | Paul Aymé (3/4)                               | Reginald Doherty (3/4)                        | Malcolm Whitman (2/3)       |                                           |
| 1900  | Débute en 1905                                                                      | Paul Aymé (4/4)                               | Reginald Doherty (4/4)                        | Malcolm Whitman (3/3)       |                                           |
| 1901  | Débute en 1905                                                                      | André Vacherot (4/4)                          | Arthur Gore (1/3)                             | William Larned (1/7)        |                                           |
| 1902  | Débute en 1905                                                                      | Marcel Vacherot (1/1)                         | Lawrence Doherty (1/6)                        | William Larned (2/7)        |                                           |
| 1903  | Débute en 1905                                                                      | Max Decugis (1/8)                             | Lawrence Doherty (2/6)                        | Lawrence Doherty (3/6)      |                                           |
| 1904  | Débute en 1905                                                                      | Max Decugis (2/8)                             | Lawrence Doherty (4/6)                        | Holcombe Ward (1/1)         |                                           |
| 1905  | Rodney Heath (1/2)                                                                  | Maurice Germot (1/3)                          | Lawrence Doherty (5/6)                        | Beals Wright (1/1)          |                                           |
| 1906  | Anthony Wilding (1/6)                                                               | Maurice Germot (2/3)                          | Lawrence Doherty (6/6)                        | William Clothier (1/1)      |                                           |
| 1907  | Horace Rice (1/1)                                                                   | Max Decugis (3/8)                             | Norman Brookes (1/3)                          | William Larned (3/7)        |                                           |
| 1908  | Fred Alexander (1/1)                                                                | Max Decugis (4/8)                             | Arthur Gore (2/3)                             | William Larned (4/7)        |                                           |
| 1909  | Anthony Wilding (2/6)                                                               | Max Decugis (5/8)                             | Arthur Gore (3/3)                             | William Larned (5/7)        |                                           |
| 1910  | Rodney Heath (2/2)                                                                  | Maurice Germot (3/3)                          | Anthony Wilding (3/6)                         | William Larned (6/7)        |                                           |
| 1911  | Norman Brookes (2/3)                                                                | André Gobert (1/2)                            | Anthony Wilding (4/6)                         | William Larned (7/7)        |                                           |
| 1912  | James Cecil Parke (1/1)                                                             | Max Decugis (6/8)                             | Anthony Wilding (5/6)                         | Maurice McLoughlin (1/2)    |                                           |
| 1913  | Ernie Parker (1/1)                                                                  | Max Decugis (7/8)                             | Anthony Wilding (6/6)                         | Maurice McLoughlin (2/2)    |                                           |
| 1914  | Arthur O'Hara Wood (1/1)                                                            | Max Decugis (8/8)                             | Norman Brookes (3/3)                          | Richard Williams (1/2)      |                                           |
| 1915  | Gordon Lowe (1/1)                                                                   | Pas de compétition (Première Guerre mondiale) | Pas de compétition (Première Guerre mondiale) | Bill Johnston (1/3)         |                                           |
| 1916  | Pas de compétition (Première Guerre mondiale)                                       | Pas de compétition (Première Guerre mondiale) | Pas de compétition (Première Guerre mondiale) | Richard Williams (2/2)      |                                           |
| 1917  | Pas de compétition (Première Guerre mondiale)                                       | Pas de compétition (Première Guerre mondiale) | Pas de compétition (Première Guerre mondiale) | Lindley Murray (1/2)        |                                           |
| 1918  | Pas de compétition (Première Guerre mondiale)                                       | Pas de compétition (Première Guerre mondiale) | Pas de compétition (Première Guerre mondiale) | Lindley Murray (2/2)        |                                           |
| 1919  | Algernon Kingscote (1/1)                                                            | Pas de tournoi (1re G.M.)                     | Gerald Patterson (1/3)                        | Bill Johnston (2/3)         |                                           |
| 1920  | Pat O'Hara Wood (1/2)                                                               | André Gobert (2/2)                            | Bill Tilden (2/10)                            | Bill Tilden (1/10)          |                                           |
| 1921  | Rhys Gemmell (1/1)                                                                  | Jean Samazeuilh (1/1)                         | Bill Tilden (3/10)                            | Bill Tilden (4/10)          |                                           |
| 1922  | James Anderson (1/3)                                                                | Henri Cochet (1/8)                            | Gerald Patterson (2/3)                        | Bill Tilden (5/10)          |                                           |
| 1923  | Pat O'Hara Wood (2/2)                                                               | François Blanchy (1/1)                        | Bill Johnston (3/3)                           | Bill Tilden (6/10)          |                                           |
| 1924  | James Anderson (2/3)                                                                | Jean Borotra (1/5)                            | Jean Borotra (2/5)                            | Bill Tilden (7/10)          |                                           |
| 1925  | James Anderson (3/3)                                                                | René Lacoste (1/7)                            | René Lacoste (2/7)                            | Bill Tilden (8/10)          |                                           |
| 1926  | John Hawkes (1/1)                                                                   | Henri Cochet (2/8)                            | Jean Borotra (3/5)                            | René Lacoste (3/7)          |                                           |
| 1927  | Gerald Patterson (3/3)                                                              | René Lacoste (4/7)                            | Henri Cochet (3/8)                            | René Lacoste (5/7)          |                                           |
| 1928  | Jean Borotra (4/5)                                                                  | Henri Cochet (4/8)                            | René Lacoste (6/7)                            | Henri Cochet (5/8)          |                                           |
| 1929  | Colin Gregory (1/1)                                                                 | René Lacoste (7/7)                            | Henri Cochet (6/8)                            | Bill Tilden (9/10)          |                                           |
| 1930  | Edgar Moon (1/1)                                                                    | Henri Cochet (7/8)                            | Bill Tilden (10/10)                           | John Doeg (1/1)             |                                           |
| 1931  | Jack Crawford (1/6)                                                                 | Jean Borotra (5/5)                            | Sidney Wood (1/1)                             | Ellsworth Vines (1/3)       |                                           |
| 1932  | Jack Crawford (2/6)                                                                 | Henri Cochet (8/8)                            | Ellsworth Vines (2/3)                         | Ellsworth Vines (3/3)       |                                           |
| 1933  | Jack Crawford (3/6)                                                                 | Jack Crawford (4/6)                           | Jack Crawford (5/6)                           | Fred Perry (1/8)            |                                           |
| 1934  | Fred Perry (2/8)                                                                    | Gottfried von Cramm (1/2)                     | Fred Perry (3/8)                              | Fred Perry (4/8)            |                                           |
| 1935  | Jack Crawford (6/6)                                                                 | Fred Perry (5/8)                              | Fred Perry (6/8)                              | Wilmer Allison (1/1)        |                                           |
| 1936  | Adrian Quist (1/3)                                                                  | Gottfried von Cramm (2/2)                     | Fred Perry (7/8)                              | Fred Perry (8/8)            |                                           |
| 1937  | Vivian McGrath (1/1)                                                                | Henner Henkel (1/1)                           | Donald Budge (1/6)                            | Donald Budge (2/6)          |                                           |
| 1938  | Donald Budge (3/6)                                                                  | Donald Budge (4/6)                            | Donald Budge (5/6)                            | Donald Budge (6/6)          |                                           |
| 1939  | John Bromwich (1/2)                                                                 | William McNeill (1/2)                         | Bobby Riggs (1/3)                             | Bobby Riggs (2/3)           |                                           |
| 1940  | Adrian Quist (2/3)                                                                  | Pas de compétition (Seconde Guerre mondiale)  | Pas de compétition (Seconde Guerre mondiale)  | William McNeill (2/2)       |                                           |
| 1941  | Pas de compétition (Seconde Guerre mondiale)                                        | Pas de compétition (Seconde Guerre mondiale)  | Pas de compétition (Seconde Guerre mondiale)  | Bobby Riggs (3/3)           |                                           |
| 1942  | Pas de compétition (Seconde Guerre mondiale)                                        | Pas de compétition (Seconde Guerre mondiale)  | Pas de compétition (Seconde Guerre mondiale)  | Ted Schroeder (1/2)         |                                           |
| 1943  | Pas de compétition (Seconde Guerre mondiale)                                        | Pas de compétition (Seconde Guerre mondiale)  | Pas de compétition (Seconde Guerre mondiale)  | Joseph Hunt (1/1)           |                                           |
| 1944  | Pas de compétition (Seconde Guerre mondiale)                                        | Pas de compétition (Seconde Guerre mondiale)  | Pas de compétition (Seconde Guerre mondiale)  | Frank Parker (1/4)          |                                           |
| 1945  | Pas de compétition (Seconde Guerre mondiale)                                        | Pas de compétition (Seconde Guerre mondiale)  | Pas de compétition (Seconde Guerre mondiale)  | Frank Parker (2/4)          |                                           |
| 1946  | John Bromwich (2/2)                                                                 | Marcel Bernard (1/1)                          | Yvon Petra (1/1)                              | Jack Kramer (1/3)           |                                           |
| 1947  | Dinny Pails (1/1)                                                                   | József Asbóth (1/1)                           | Jack Kramer (2/3)                             | Jack Kramer (3/3)           |                                           |
| 1948  | Adrian Quist (3/3)                                                                  | Frank Parker (3/4)                            | Bob Falkenburg (1/1)                          | Pancho Gonzales (1/2)       |                                           |
| 1949  | Frank Sedgman (1/5)                                                                 | Frank Parker (4/4)                            | Ted Schroeder (2/2)                           | Pancho Gonzales (2/2)       |                                           |
| 1950  | Frank Sedgman (2/5)                                                                 | Budge Patty (1/2)                             | Budge Patty (2/2)                             | Arthur Larsen (1/1)         |                                           |
| 1951  | Dick Savitt (1/2)                                                                   | Jaroslav Drobný (1/3)                         | Dick Savitt (2/2)                             | Frank Sedgman (3/5)         |                                           |
| 1952  | Ken McGregor (1/1)                                                                  | Jaroslav Drobný (2/3)                         | Frank Sedgman (4/5)                           | Frank Sedgman (5/5)         |                                           |
| 1953  | Ken Rosewall (1/8)                                                                  | Ken Rosewall (2/8)                            | Vic Seixas (1/2)                              | Tony Trabert (1/5)          |                                           |
| 1954  | Mervyn Rose (1/2)                                                                   | Tony Trabert (2/5)                            | Jaroslav Drobný (3/3)                         | Vic Seixas (2/2)            |                                           |
| 1955  | Ken Rosewall (3/8)                                                                  | Tony Trabert (3/5)                            | Tony Trabert (4/5)                            | Tony Trabert (5/5)          |                                           |
| 1956  | Lew Hoad (1/4)                                                                      | Lew Hoad (2/4)                                | Lew Hoad (3/4)                                | Ken Rosewall (4/8)          |                                           |
| 1957  | Ashley Cooper (1/4)                                                                 | Sven Davidson (1/1)                           | Lew Hoad (4/4)                                | Malcolm Anderson (1/1)      |                                           |
| 1958  | Ashley Cooper (2/4)                                                                 | Mervyn Rose (2/2)                             | Ashley Cooper (3/4)                           | Ashley Cooper (4/4)         |                                           |
| 1959  | Alex Olmedo (1/2)                                                                   | Nicola Pietrangeli (1/2)                      | Alex Olmedo (2/2)                             | Neale Fraser (1/3)          |                                           |
| 1960  | Rod Laver (1/11)                                                                    | Nicola Pietrangeli (2/2)                      | Neale Fraser (2/3)                            | Neale Fraser (3/3)          |                                           |
| 1961  | Roy Emerson (1/12)                                                                  | Manuel Santana (1/4)                          | Rod Laver (2/11)                              | Roy Emerson (2/12)          |                                           |
| 1962  | Rod Laver (3/11)                                                                    | Rod Laver (4/11)                              | Rod Laver (5/11)                              | Rod Laver (6/11)            |                                           |
| 1963  | Roy Emerson (3/12)                                                                  | Roy Emerson (4/12)                            | Chuck McKinley (1/1)                          | Rafael Osuna (1/1)          |                                           |
| 1964  | Roy Emerson (5/12)                                                                  | Manuel Santana (2/4)                          | Roy Emerson (6/12)                            | Roy Emerson (7/12)          |                                           |
| 1965  | Roy Emerson (8/12)                                                                  | Fred Stolle (1/2)                             | Roy Emerson (9/12)                            | Manuel Santana (3/4)        |                                           |
| 1966  | Roy Emerson (10/12)                                                                 | Tony Roche (1/1)                              | Manuel Santana (4/4)                          | Fred Stolle (2/2)           |                                           |
| 1967  | Roy Emerson (11/12)                                                                 | Roy Emerson (12/12)                           | John Newcombe (1/7)                           | John Newcombe (2/7)         |                                           |
| 1968  | Bill Bowrey (1/1)                                                                   | ↓ Ère Open ↓                                  | ↓ Ère Open ↓                                  | ↓ Ère Open ↓                |                                           |
| 1968  | ↓ Ère Open ↓                                                                        | Ken Rosewall (5/8)                            | Rod Laver (7/11)                              | Arthur Ashe (1/3)           |                                           |
| 1969  | Rod Laver (8/11)                                                                    | Rod Laver (9/11)                              | Rod Laver (10/11)                             | Rod Laver (11/11)           |                                           |
| 1970  | Arthur Ashe (2/3)                                                                   | Jan Kodeš (1/3)                               | John Newcombe (3/7)                           | Ken Rosewall (6/8)          |                                           |
| 1971  | Ken Rosewall (7/8)                                                                  | Jan Kodeš (2/3)                               | John Newcombe (4/7)                           | Stan Smith (1/2)            |                                           |
| 1972  | Ken Rosewall (8/8)                                                                  | Andrés Gimeno (1/1)                           | Stan Smith (2/2)                              | Ilie Năstase (1/2)          |                                           |
| 1973  | John Newcombe (5/7)                                                                 | Ilie Năstase (2/2)                            | Jan Kodeš (3/3)                               | John Newcombe (6/7)         |                                           |
| 1974  | Jimmy Connors (1/8)                                                                 | Björn Borg (1/11)                             | Jimmy Connors (2/8)                           | Jimmy Connors (3/8)         |                                           |
| 1975  | John Newcombe (7/7)                                                                 | Björn Borg (2/11)                             | Arthur Ashe (3/3)                             | Manuel Orantes (1/1)        |                                           |
| 1976  | Mark Edmondson (1/1)                                                                | Adriano Panatta (1/1)                         | Björn Borg (3/11)                             | Jimmy Connors (4/8)         |                                           |
| 1977  | Roscoe Tanner (1/1)                                                                 | Guillermo Vilas (1/4)                         | Björn Borg (4/11)                             | Guillermo Vilas (2/4)       | Vitas Gerulaitis (1/1)                    |
| 1978  | Tournoi disputé en décembre : il y a deux éditions en 1977, aucune édition en 1986. | Björn Borg (5/11)                             | Björn Borg (6/11)                             | Jimmy Connors (5/8)         | Guillermo Vilas (3/4)                     |
| 1979  | Tournoi disputé en décembre : il y a deux éditions en 1977, aucune édition en 1986. | Björn Borg (7/11)                             | Björn Borg (8/11)                             | John McEnroe (1/7)          | Guillermo Vilas (4/4)                     |
| 1980  | Tournoi disputé en décembre : il y a deux éditions en 1977, aucune édition en 1986. | Björn Borg (9/11)                             | Björn Borg (10/11)                            | John McEnroe (2/7)          | Brian Teacher (1/1)                       |
| 1981  | Tournoi disputé en décembre : il y a deux éditions en 1977, aucune édition en 1986. | Björn Borg (11/11)                            | John McEnroe (3/7)                            | John McEnroe (4/7)          | Johan Kriek (1/2)                         |
| 1982  | Tournoi disputé en décembre : il y a deux éditions en 1977, aucune édition en 1986. | Mats Wilander (1/7)                           | Jimmy Connors (6/8)                           | Jimmy Connors (7/8)         | Johan Kriek (2/2)                         |
| 1983  | Tournoi disputé en décembre : il y a deux éditions en 1977, aucune édition en 1986. | Yannick Noah (1/1)                            | John McEnroe (5/7)                            | Jimmy Connors (8/8)         | Mats Wilander (2/7)                       |
| 1984  | Tournoi disputé en décembre : il y a deux éditions en 1977, aucune édition en 1986. | Ivan Lendl (1/8)                              | John McEnroe (6/7)                            | John McEnroe (7/7)          | Mats Wilander (3/7)                       |
| 1985  | Tournoi disputé en décembre : il y a deux éditions en 1977, aucune édition en 1986. | Mats Wilander (4/7)                           | Boris Becker (1/6)                            | Ivan Lendl (2/8)            | Stefan Edberg (1/6)                       |
| 1986  | Tournoi disputé en décembre : il y a deux éditions en 1977, aucune édition en 1986. | Ivan Lendl (3/8)                              | Boris Becker (2/6)                            | Ivan Lendl (4/8)            |                                           |
| 1987  | Stefan Edberg (2/6)                                                                 | Ivan Lendl (5/8)                              | Pat Cash (1/1)                                | Ivan Lendl (6/8)            |                                           |
| 1988  | Mats Wilander (5/7)                                                                 | Mats Wilander (6/7)                           | Stefan Edberg (3/6)                           | Mats Wilander (7/7)         |                                           |
| 1989  | Ivan Lendl (7/8)                                                                    | Michael Chang (1/1)                           | Boris Becker (3/6)                            | Boris Becker (4/6)          |                                           |
| 1990  | Ivan Lendl (8/8)                                                                    | Andrés Gómez (1/1)                            | Stefan Edberg (4/6)                           | Pete Sampras (1/14)         |                                           |
| 1991  | Boris Becker (5/6)                                                                  | Jim Courier (1/4)                             | Michael Stich (1/1)                           | Stefan Edberg (5/6)         |                                           |
| 1992  | Jim Courier (2/4)                                                                   | Jim Courier (3/4)                             | Andre Agassi (1/8)                            | Stefan Edberg (6/6)         |                                           |
| 1993  | Jim Courier (4/4)                                                                   | Sergi Bruguera (1/2)                          | Pete Sampras (2/14)                           | Pete Sampras (3/14)         |                                           |
| 1994  | Pete Sampras (4/14)                                                                 | Sergi Bruguera (2/2)                          | Pete Sampras (5/14)                           | Andre Agassi (2/8)          |                                           |
| 1995  | Andre Agassi (3/8)                                                                  | Thomas Muster (1/1)                           | Pete Sampras (6/14)                           | Pete Sampras (7/14)         |                                           |
| 1996  | Boris Becker (6/6)                                                                  | Ievgueni Kafelnikov (1/2)                     | Richard Krajicek (1/1)                        | Pete Sampras (8/14)         |                                           |
| 1997  | Pete Sampras (9/14)                                                                 | Gustavo Kuerten (1/3)                         | Pete Sampras (10/14)                          | Patrick Rafter (1/2)        |                                           |
| 1998  | Petr Korda (1/1)                                                                    | Carlos Moyà (1/1)                             | Pete Sampras (11/14)                          | Patrick Rafter (2/2)        |                                           |
| 1999  | Ievgueni Kafelnikov (2/2)                                                           | Andre Agassi (4/8)                            | Pete Sampras (12/14)                          | Andre Agassi (5/8)          |                                           |
| 2000  | Andre Agassi (6/8)                                                                  | Gustavo Kuerten (2/3)                         | Pete Sampras (13/14)                          | Marat Safin (1/2)           |                                           |
| 2001  | Andre Agassi (7/8)                                                                  | Gustavo Kuerten (3/3)                         | Goran Ivanišević (1/1)                        | Lleyton Hewitt (1/2)        |                                           |
| 2002  | Thomas Johansson (1/1)                                                              | Albert Costa (1/1)                            | Lleyton Hewitt (2/2)                          | Pete Sampras (14/14)        |                                           |
| 2003  | Andre Agassi (8/8)                                                                  | Juan Carlos Ferrero (1/1)                     | Roger Federer (1/20)                          | Andy Roddick (1/1)          |                                           |
| 2004  | Roger Federer (2/20)                                                                | Gastón Gaudio (1/1)                           | Roger Federer (3/20)                          | Roger Federer (4/20)        |                                           |
| 2005  | Marat Safin (2/2)                                                                   | Rafael Nadal (1/22)                           | Roger Federer (5/20)                          | Roger Federer (6/20)        |                                           |
| 2006  | Roger Federer (7/20)                                                                | Rafael Nadal (2/22)                           | Roger Federer (8/20)                          | Roger Federer (9/20)        |                                           |
| 2007  | Roger Federer (10/20)                                                               | Rafael Nadal (3/22)                           | Roger Federer (11/20)                         | Roger Federer (12/20)       |                                           |
| 2008  | Novak Djokovic (1/24)                                                               | Rafael Nadal (4/22)                           | Rafael Nadal (5/22)                           | Roger Federer (13/20)       |                                           |
| 2009  | Rafael Nadal (6/22)                                                                 | Roger Federer (14/20)                         | Roger Federer (15/20)                         | Juan Martín del Potro (1/1) |                                           |
| 2010  | Roger Federer (16/20)                                                               | Rafael Nadal (7/22)                           | Rafael Nadal (8/22)                           | Rafael Nadal (9/22)         |                                           |
| 2011  | Novak Djokovic (2/24)                                                               | Rafael Nadal (10/22)                          | Novak Djokovic (3/24)                         | Novak Djokovic (4/24)       |                                           |
| 2012  | Novak Djokovic (5/24)                                                               | Rafael Nadal (11/22)                          | Roger Federer (17/20)                         | Andy Murray (1/3)           |                                           |
| 2013  | Novak Djokovic (6/24)                                                               | Rafael Nadal (12/22)                          | Andy Murray (2/3)                             | Rafael Nadal (13/22)        |                                           |
| 2014  | Stanislas Wawrinka (1/3)                                                            | Rafael Nadal (14/22)                          | Novak Djokovic (7/24)                         | Marin Čilić (1/1)           |                                           |
| 2015  | Novak Djokovic (8/24)                                                               | Stanislas Wawrinka (2/3)                      | Novak Djokovic (9/24)                         | Novak Djokovic (10/24)      |                                           |
| 2016  | Novak Djokovic (11/24)                                                              | Novak Djokovic (12/24)                        | Andy Murray (3/3)                             | Stanislas Wawrinka (3/3)    |                                           |
| 2017  | Roger Federer (18/20)                                                               | Rafael Nadal (15/22)                          | Roger Federer (19/20)                         | Rafael Nadal (16/22)        |                                           |
| 2018  | Roger Federer (20/20)                                                               | Rafael Nadal (17/22)                          | Novak Djokovic (13/24)                        | Novak Djokovic (14/24)      |                                           |
| 2019  | Novak Djokovic (15/24)                                                              | Rafael Nadal (18/22)                          | Novak Djokovic (16/24)                        | Rafael Nadal (19/22)        |                                           |
| 2020  | Novak Djokovic (17/24)                                                              | Rafael Nadal (20/22)                          | Tournoi annulé                                | Dominic Thiem (1/1)         |                                           |
| 2021  | Novak Djokovic (18/24)                                                              | Novak Djokovic (19/24)                        | Novak Djokovic (20/24)                        | Daniil Medvedev (1/1)       |                                           |
| 2022  | Rafael Nadal (21/22)                                                                | Rafael Nadal (22/22)                          | Novak Djokovic (21/24)                        | Carlos Alcaraz (1/5)        |                                           |
| 2023  | Novak Djokovic (22/24)                                                              | Novak Djokovic (23/24)                        | Carlos Alcaraz (2/5)                          | Novak Djokovic (24/24)      |                                           |
| 2024  | Jannik Sinner (1/4)                                                                 | Carlos Alcaraz (3/5)                          | Carlos Alcaraz (4/5)                          | Jannik Sinner (2/4)         |                                           |
| 2025  | Jannik Sinner (3/4)                                                                 | Carlos Alcaraz (5/5)                          | Jannik Sinner (4/4)                           |                             |                                           |

## Vainqueurs par décennie
| Novak Djokovic 8                 |
| Carlos Alcaraz 5                 |
| Jannik Sinner 4                  |
| Rafael Nadal 3                   |
| Dominic Thiem, Daniil Medvedev 1 |

| Novak Djokovic 15                 |
| Rafael Nadal 13                   |
| Roger Federer 5                   |
| Andy Murray, Stanislas Wawrinka 3 |
| Marin Čilić 1                     |

| Roger Federer 15 |
| Rafael Nadal 6 |
| Andre Agassi 3 |
| Gustavo Kuerten, Lleyton Hewitt, Pete Sampras, Marat Safin 2                                                                                |
| Goran Ivanišević, Thomas Johansson, Albert Costa, Juan Carlos Ferrero, Andy Roddick, Gastón Gaudio, Novak Djokovic, Juan Martín del Potro 1 |

| Pete Sampras 12 |
| Andre Agassi 5 |
| Jim Courier 4 |
| Stefan Edberg 3 |
| Boris Becker, Sergi Bruguera, Ievgueni Kafelnikov, Patrick Rafter 2                                                  |
| Andrés Gómez, Petr Korda, Richard Krajicek, Gustavo Kuerten, Ivan Lendl, Carlos Moyà, Thomas Muster, Michael Stich 1 |

| Ivan Lendl, Mats Wilander 7                            |
| John McEnroe 6                                         |
| Boris Becker 4                                         |
| Björn Borg, Jimmy Connors, Stefan Edberg 3             |
| Johan Kriek 2                                          |
| Pat Cash, Michael Chang, Yannick Noah, Brian Teacher 1 |

| Björn Borg 8 |
| Jimmy Connors, John Newcombe 5                                                                                  |
| Guillermo Vilas 4                                                                                               |
| Jan Kodeš, Ken Rosewall 3                                                                                       |
| Arthur Ashe, Ilie Năstase, Stan Smith 2                                                                         |
| Mark Edmondson, Vitas Gerulaitis, Andrés Gimeno, John McEnroe, Manuel Orantes, Adriano Panatta, Roscoe Tanner 1 |

| Roy Emerson 12                                                                                         |
| Rod Laver 11                                                                                           |
| Manuel Santana 4                                                                                       |
| Neale Fraser, John Newcombe, Fred Stolle 2                                                             |
| Arthur Ashe, Bill Bowrey, Chuck McKinley, Rafael Osuna, Nicola Pietrangeli, Tony Roche, Ken Rosewall 1 |

| Tony Trabert 5                                                                                   |
| Ashley Cooper, Lew Hoad, Ken Rosewall, Frank Sedgman 4                                           |
| Jaroslav Drobný 3                                                                                |
| Alex Olmedo, Budge Patty, Mervyn Rose, Dick Savitt, Vic Seixas 2                                 |
| Malcolm Anderson, Sven Davidson, Neale Fraser, Arthur Larsen, Ken McGregor, Nicola Pietrangeli 1 |

| Frank Parker 4 |
| Jack Kramer 3 |
| Pancho Gonzales, Adrian Quist, Ted Schroeder 2                                                                                                |
| József Asbóth, Marcel Bernard, John Bromwich, Bob Falkenburg, Joseph Hunt, Don McNeill, Dinny Pails, Yvon Petra, Bobby Riggs, Frank Sedgman 1 |

| Fred Perry 8 |
| Donald Budge, Jack Crawford 6 |
| Ellsworth Vines, Adrian Quist, Ted Schroeder 3 |
| Henri Cochet, Gottfried von Cramm, Bobby Riggs 2 |
| Wilmer Allison, Jean Borotra, John Bromwich, John Doeg, Henner Henkel, Vivian McGrath, Don McNeill, Edgar Moon, Adrian Quist, Bill Tilden, Sidney Wood 1 |

| Bill Tilden 9                                                                                                   |
| René Lacoste 7                                                                                                  |
| Henri Cochet 6                                                                                                  |
| Jean Borotra 4                                                                                                  |
| James Anderson 3                                                                                                |
| Pat O'Hara Wood, Gerald Patterson 2                                                                             |
| André Gobert, Rhys Gemmell, Jean Samazeuilh, Jean-François Blanchy, Bill Johnston, John Hawkes, Colin Gregory 1 |

| Anthony Wilding 4 |
| Max Decugis 3 |
| Norman Brookes, Maurice McLoughlin, Richard Williams, Lindley Murray, Bill Johnston 2                                             |
| André Gobert, James Cecil Parke, Ernie Parker, Pat O'Hara Wood, Gordon Lowe, Algernon Kingscote, Gerald Patterson, Rodney Heath 1 |

| Lawrence Doherty 6 |
| Max Decugis, William Larned 5 |
| Arthur Gore, Maurice Germot 3 |
| Anthony Wilding 2 |
| Rodney Heath, Paul Aymé, Reginald Doherty, Malcolm Whitman, André Vacherot, Marcel Vacherot, Holcombe Ward, Beals Wright, William Clothier, Horace Rice, Fred Alexander 1 |

| Robert Wrenn 4                                                                             |
| Oliver Campbell, Wilfred Baddeley, André Vacherot, Paul Aymé, Reginald Doherty 3           |
| Joshua Pim, Malcolm Whitman 2                                                              |
| Willoughby Hamilton, H. Briggs, Claude Anet, Laurent Riboulet, Fred Hovey, Harold Mahony 1 |

### Années 1877-1889
| William Renshaw, Richard Sears 7                             |
| John Hartley, Henry Slocum 2                                 |
| Spencer Gore, Frank Hadow, Herbert Lawford, Ernest Renshaw 1 |

## Statistiques

### Classement des vainqueurs par nombre de titres

#### Joueurs les plus titrés (au moins 3 titres)
Mis à jour après le Wimbledon 2025.
En gras, les joueurs encore en activité.
| Joueur             | Titres | Titres   | Premier  | Dernier  | Répartition par Grand Chelem | Répartition par Grand Chelem | Répartition par Grand Chelem | Répartition par Grand Chelem |
| Joueur             | Total  | ère Open | Premier  | Dernier  | O.A.                         | R-G.                         | WIM                          | U.S.O.                       |
| ------------------ | ------ | -------- | -------- | -------- | ---------------------------- | ---------------------------- | ---------------------------- | ---------------------------- |
| Novak Djokovic     | 24     | 24       | 2008 OA  | 2023 USO | 10                           | 3                            | 7                            | 4                            |
| Rafael Nadal       | 22     | 22       | 2005 RG  | 2022 RG  | 2                            | 14                           | 2                            | 4                            |
| Roger Federer      | 20     | 20       | 2003 WIM | 2018 OA  | 6                            | 1                            | 8                            | 5                            |
| Pete Sampras       | 14     | 14       | 1990 USO | 2002 USO | 2                            | 0                            | 7                            | 5                            |
| Roy Emerson        | 12     | 0        | 1961 OA  | 1967 RG  | 6                            | 2                            | 2                            | 2                            |
| Rod Laver          | 11     | 5        | 1960 OA  | 1969 USO | 3                            | 2                            | 4                            | 2                            |
| Björn Borg         | 11     | 11       | 1974 RG  | 1981 RG  | 0                            | 6                            | 5                            | 0                            |
| Bill Tilden        | 10     | 0        | 1920 WIM | 1930 WIM | 0                            | 0                            | 3                            | 7                            |
| Fred Perry         | 8      | 0        | 1933 USO | 1936 USO | 1                            | 1                            | 3                            | 3                            |
| Ken Rosewall       | 8      | 4        | 1953 OA  | 1972 OA  | 4                            | 2                            | 0                            | 2                            |
| Jimmy Connors      | 8      | 8        | 1974 OA  | 1983 USO | 1                            | 0                            | 2                            | 5                            |
| Ivan Lendl         | 8      | 8        | 1984 RG  | 1990 OA  | 2                            | 3                            | 0                            | 3                            |
| Andre Agassi       | 8      | 8        | 1992 WIM | 2003 OA  | 4                            | 1                            | 1                            | 2                            |
| Richard Sears      | 7      | 0        | 1881 USO | 1887 USO | 0                            | 0                            | 0                            | 7                            |
| William Renshaw    | 7      | 0        | 1881 WIM | 1889 WIM | 0                            | 0                            | 7                            | 0                            |
| William Larned     | 7      | 0        | 1901 USO | 1911 USO | 0                            | 0                            | 0                            | 7                            |
| René Lacoste       | 7      | 0        | 1925 RG  | 1929 RG  | 0                            | 3                            | 2                            | 2                            |
| Henri Cochet       | 7      | 0        | 1926 RG  | 1932 RG  | 0                            | 4                            | 2                            | 1                            |
| John Newcombe      | 7      | 5        | 1967 WIM | 1975 OA  | 2                            | 0                            | 3                            | 2                            |
| John McEnroe       | 7      | 7        | 1979 USO | 1984 USO | 0                            | 0                            | 3                            | 4                            |
| Mats Wilander      | 7      | 7        | 1982 RG  | 1988 USO | 3                            | 3                            | 0                            | 1                            |
| Lawrence Doherty   | 6      | 0        | 1902 WIM | 1906 WIM | 0                            | 0                            | 5                            | 1                            |
| Anthony Wilding    | 6      | 0        | 1906 AO  | 1913 WIM | 2                            | 0                            | 4                            | 0                            |
| Jack Crawford      | 6      | 0        | 1931 OA  | 1935 OA  | 4                            | 1                            | 1                            | 0                            |
| Donald Budge       | 6      | 0        | 1937 WIM | 1938 USO | 1                            | 1                            | 2                            | 2                            |
| Stefan Edberg      | 6      | 6        | 1985 OA  | 1992 USO | 2                            | 0                            | 2                            | 2                            |
| Boris Becker       | 6      | 6        | 1985 WIM | 1996 OA  | 2                            | 0                            | 3                            | 1                            |
| Frank Sedgman      | 5      | 0        | 1949 OA  | 1952 USO | 2                            | 0                            | 1                            | 2                            |
| Tony Trabert       | 5      | 0        | 1953 USO | 1955 USO | 0                            | 2                            | 1                            | 2                            |
| Carlos Alcaraz     | 5      | 5        | 2022 USO | 2025 RG  | 0                            | 2                            | 2                            | 1                            |
| Robert Wrenn       | 4      | 0        | 1893 USO | 1897 USO | 0                            | 0                            | 0                            | 4                            |
| Reginald Doherty   | 4      | 0        | 1897 WIM | 1900 WIM | 0                            | 0                            | 4                            | 0                            |
| Jean Borotra       | 4      | 0        | 1924 WIM | 1931 RG  | 1                            | 1                            | 2                            | 0                            |
| Frank Parker       | 4      | 0        | 1944 USO | 1949 RG  | 0                            | 2                            | 0                            | 2                            |
| Lew Hoad           | 4      | 0        | 1956 OA  | 1957 WIM | 1                            | 1                            | 2                            | 0                            |
| Ashley Cooper      | 4      | 0        | 1957 OA  | 1958 USO | 2                            | 0                            | 1                            | 1                            |
| Manuel Santana     | 4      | 0        | 1961 RG  | 1966 WIM | 0                            | 2                            | 1                            | 1                            |
| Guillermo Vilas    | 4      | 4        | 1977 RG  | 1979 OA  | 2                            | 1                            | 0                            | 1                            |
| Jim Courier        | 4      | 4        | 1991 RG  | 1993 OA  | 2                            | 2                            | 0                            | 0                            |
| Jannik Sinner      | 4      | 4        | 2024 OA  | 2025 WIM | 2                            | 0                            | 1                            | 1                            |
| Oliver Campbell    | 3      | 0        | 1890 USO | 1892 USO | 0                            | 0                            | 0                            | 3                            |
| Wilfred Baddeley   | 3      | 0        | 1891 WIM | 1895 WIM | 0                            | 0                            | 3                            | 0                            |
| Malcolm Whitman    | 3      | 0        | 1898 USO | 1900 USO | 0                            | 0                            | 0                            | 3                            |
| Arthur Gore        | 3      | 0        | 1901 WIM | 1909 WIM | 0                            | 0                            | 3                            | 0                            |
| Norman Brookes     | 3      | 0        | 1907 WIM | 1914 WIM | 1                            | 0                            | 2                            | 0                            |
| Bill Johnston      | 3      | 0        | 1915 USO | 1923 WIM | 0                            | 0                            | 1                            | 2                            |
| James Anderson     | 3      | 0        | 1922 AO  | 1925 AO  | 3                            | 0                            | 0                            | 0                            |
| Gerald Patterson   | 3      | 0        | 1919 WIM | 1927 AO  | 1                            | 0                            | 2                            | 0                            |
| Ellsworth Vines    | 3      | 0        | 1931 USO | 1932 USO | 0                            | 0                            | 1                            | 2                            |
| Bobby Riggs        | 3      | 0        | 1939 WIM | 1941 USO | 0                            | 0                            | 1                            | 2                            |
| Jack Kramer        | 3      | 0        | 1946 USO | 1947 USO | 0                            | 0                            | 1                            | 2                            |
| Adrian Quist       | 3      | 0        | 1936 AO  | 1948 AO  | 3                            | 0                            | 0                            | 0                            |
| Jaroslav Drobný    | 3      | 0        | 1951 RG  | 1954 WIM | 0                            | 2                            | 1                            | 0                            |
| Neale Fraser       | 3      | 0        | 1959 USO | 1960 USO | 0                            | 0                            | 1                            | 2                            |
| Jan Kodeš          | 3      | 3        | 1970 RG  | 1973 WIM | 0                            | 2                            | 1                            | 0                            |
| Arthur Ashe        | 3      | 3        | 1968 USO | 1975 WIM | 1                            | 0                            | 1                            | 1                            |
| Gustavo Kuerten    | 3      | 3        | 1997 RG  | 2001 RG  | 0                            | 3                            | 0                            | 0                            |
| Andy Murray        | 3      | 3        | 2012 USO | 2016 WIM | 0                            | 0                            | 2                            | 1                            |
| Stanislas Wawrinka | 3      | 3        | 2014 OA  | 2016 USO | 1                            | 1                            | 0                            | 1                            |

Durant l'ère Open :
- 1 joueur a remporté chaque tournoi du GC au moins trois fois : Novak Djokovic
- 1 joueur a remporté chaque tournoi du GC au moins deux fois : Rafael Nadal
- 3 joueurs ont remporté chaque tournoi du GC au moins une fois : Rod Laver, Andre Agassi et Roger Federer
- 12 joueurs ont remporté 3 tournois du GC différents au moins une fois : Ken Rosewall, John Newcombe, Jimmy Connors, Arthur Ashe, Guillermo Vilas, Mats Wilander, Ivan Lendl, Stefan Edberg, Boris Becker, Pete Sampras, Stanislas Wawrinka, Carlos Alcaraz et Jannik Sinner.
- 11 joueurs ont remporté 2 tournois du GC différents au moins une fois : Stan Smith, Ilie Năstase, Jan Kodeš, Björn Borg, John McEnroe, Jim Courier, Ievgueni Kafelnikov, Lleyton Hewitt, Marat Safin et Andy Murray.

### Nombre de titres par pays depuis l'ère Open
Mis à jour après Wimbledon 2025.
| États-Unis (1968-2003, 13 joueurs) 52                                                             |
| Espagne (1972-2025, 8 joueurs) 34                                                                 |
| Suède (1974-2002, 4 joueurs) 25                                                                   |
| Serbie (2008-2023, 1 joueur)24                                                                    |
| Suisse (2003-2018, 2 joueurs) 23                                                                  |
| Australie (1968-2002, 7 joueurs) 20                                                               |
| Tchécoslovaquie / Rép. tchèque (1970-1998, 3 joueurs)12                                           |
| RFA / Allemagne (1985-1996, 2 joueurs)7                                                           |
| Argentine (1977-2009, 3 joueurs) 6                                                                |
| Italie (1976-2025, 2 joueurs), Russie (1996-2021, 3 joueurs) 5                                    |
| Brésil (1997-2001, 1 joueur), Royaume-Uni (2012-2016, 1 joueur) 3                                 |
| Roumanie (1972-1973, 1 joueur), Croatie (2001-2014, 2 joueurs), Autriche (1995-2020, 2 joueurs) 2 |
| Afrique du Sud (1981), France (1983), Équateur (1990), Pays-Bas (1996) 1                          |